# 쥘 페리
쥘 페리(Jules Ferry)는 1832년 4월 5일 생디에에서 태어나 1893년 3월 17일 파리에서 사망한 프랑스의 정치인이다.
페리는 프랑스 제2제국에 줄곧 반대해왔다. 1870년, 제2제국이 몰락하고 페리는 임시정부에 들어갔으며, 몇 개월 동안 파리 시장을 역임하였다. 파리 시장을 맡던 시기 페리는 파리 코뮌 폭도들을 진압하는데 기여하였다.
1879년부터 1883년까지 수 차례 교육부와 문화부 장관을 역임하면서, 페리는 의무교육과 무상교육을 되살리는 여러 법령들을 발의하였다. "공립 학교, 세속 학교, 무상 학교, 의무 학교"의 주창자로도 평가받는 페리는 사망한 후 공화적 정체성을 만든 아버지 중 하나로 여겨져 왔다.
페리는 1880년부터 1881년까지, 그리고 1883년부터 1885년까지, 쥘 그레비 대통령 아래서 국무회의 의장이었다. 프랑스 식민지 확장, 특히 인도차이나 반도에서의 확장을 적극적으로 내세우던 페리는 1885년 통킹 사건으로 인해 내각 수반에서 물러나야 했다. 이후 1887년 대선에 출마했으나, 사디 카르노에게 패했다.
페리는 상원의장으로 선출된 지 3개월만에 심근경색으로 60살의 나이에 사망했으며, 생디에데보주(Saint-Dié-des-Vosges)에 묻혔다.

## 생애

### 출생
쥘 페리, 출생명 쥘 프랑수아 카미유 페리(Jules François Camille Ferry)는 변호사였던 샤를제두아르 페리(Charles-Édouard Ferry)와 아델 자믈레(Adèle Jamelet)의 아들로 태어났다. 페리 가문은 1718년부터 생디에에 자리잡은 종 주조공 가문으로, 보주 출신의 가톨릭 집안이었다. 페리 가문은 1794년에 벽돌공장 공장주였다.
쥘 페리의 할아버지, 프랑수아조제프 페리(François-Joseph Ferry)는 생디에 시장이었다(무소속, 1797-1815 ; 1816). 아버지 샤를제두아르는 자유사상가로, 아델 자믈레와 결혼하여 쥘 페리(1832-1893), 샤를 페리(1834-1909), 아델 페리(1826-1871), 총 세 명의 자식을 가졌다.

### 교육
1846년까지 생디에 중학교 학생이었던 쥘 페리는, 이후 1846년 가족이 스트라스부르로 이사를 가게 되며 스트라스부르 제국 고등학교(현 리세 퓌스텔드쿨랑주)에 다녔다. 1850년부터는 가족이 파리에 자리를 잡고, 쥘 페리 역시 파리 대학교 법과 대학에 입학하게 된다.

### 경력 쌓기
쥘 페리는 명망있는 변호사가 되어 공사(公事)에 열정을 쏟았으니, 이내 공화파를 옹호하는데 전문가가 되었다. 페리는 <라프레스La Presse>, <르쿠리에 드 파리Le Courrier de Paris>, <르탕Le Temps>과 같은 여러 신문에 정기적으로 투고하던 당대 유명한 논객이었다.

## 정치인 시절

### 정계 입문
제2제정에 적극적으로 반대하던 쥘 페리는 1868년 센 도지사 오스만이 행한 파리 시 토목사업의 불투명한 재정 관리를 비판한 익살스러운 풍자 기사 연작, "오스만의 환상적인 회계Les Comptes fantastiques d’Haussmann"를 출간하며 대중들에게 명성을 떨쳤다. 페리는 1869년 5월 파리 제6선거구의 공화파 하원의원으로 선출되었다.
제국의 적으로 불리던 투철한 공화주의자, 쥘 페리는 하원 국회의사당 건물, 부르봉 궁전에서 샤를 플로케, 에밀 뒤리에, 페르디낭 에로, 안샤를 에리송, 장쥘 클라마주랑, 아모리 드레오, 클레망 로리에, 레옹 강베타와 같은 반제국파와 함께했다. 페리는 1864년의 유명한 13인 재판에 연루되었다. 파리에서 선거가 열리기 전, 가르니에파제의 자택에서 모인, 이폴리트 카르노 등의 공화주의자들 13명은 미인가 모임으로 붙잡혀 500프랑의 벌금을 선고받았다.
1870년 9월 4일, 페리는 국방정부의 구성원이 되었다. 1870년 11월 15일 파리 시장으로 임명되어, 프로이센 군대가 포위한 수도 파리의 물자 공급을 담당했다. 칼 마르크스에 따르면, 페리는 이 직위로 부를 얻었다. 페리는 식량 배급제를 실시하며 "페리-기아(Ferry-Famine)" 내지 "굶겨죽이는 자 페리(Ferry l'affameur)"라는 별명을 얻게 되었다. 한편 이 시기 교육 공동위원회가 창설되었다. 이 공동위원회는 교육계의 남녀 적임자들로 구성되었다. 위원회의 보고서에는 이후 페리가 장관이 되어 시행하는 교육법에 나타날 무상교육 및 의무교육이 이미 언급되어 있었다.

### 식민지 확장 지지자
쥘 페리는 프랑스의 식민지 확장을 적극적으로 지지했다. 정치적 반대파들과 식민지 확장에 적대적인 여론에 의해 페리는 "통키누아(Tonkinois)"라는 별명을 얻었다.
페리의 자취는 특히 1881년 5월 12일 바르도 조약에 의해 보호령으로 획득한 튀니지와 마다가스카르에서 찾을 수 있다. 페리는 탐험가 사보르냥 드 브라자를 콩고 정복(1879년)에 파견했는데, 이 계획은 두 번째 국무회의 의장 임기 동안 그에게 치명적이었다. 한편 그는 외무장관을 맡기도 했었다.

## 역대 선거 결과
| 선거명      | 직책명 | 대수 | 정당                | 1차 득표율 | 1차 득표수 | 2차 득표율 | 2차 득표수 | 결과 | 당락 |
| ----------- | ------ | ---- | ------------------- | ---------- | ---------- | ---------- | ---------- | ---- | ---- |
| 1887년 선거 | 대통령 | 5대  | 기회주의적 공화주의 | 24.97%     | 212표      | 1.33%      | 11표       | 3위  | 낙선 |